# Seznam katastrálních území v okrese Karlovy Vary
V této tabulce je uveden kompletní výčet katastrálních území Okresu Karlovy Vary, včetně rozlohy a sídel, které na nich leží.
| Název KÚ                   | Sídla                                         | Obec             | km2   |
| -------------------------- | --------------------------------------------- | ---------------- | ----- |
| A                          | A                                             | A                |       |
| Abertamy                   | Abertamy                                      | Abertamy         | 4,49  |
| Andělská Hora              | Andělská Hora                                 | Andělská Hora    | 8,08  |
| Arnoldov                   | Arnoldov                                      | Ostrov           | 2,62  |
| Bečov nad Teplou           | Bečov nad Teplou                              | Bečov nad Teplou | 12,49 |
| Bernov                     | Bernov                                        | Nejdek           | 7,34  |
| Bezděkov u Prachomet       | Bezděkov                                      | Toužim           | 5,22  |
| Boč                        | Boč                                           | Stráž nad Ohří   | 3,51  |
| Bohatice                   | Bohatice                                      | Karlovy Vary     | 1,57  |
| Bochov                     | Bochov                                        | Bochov           | 16,58 |
| Bor u Karlových Var        | Bor                                           | Sadov            | 7,6   |
| Borek u Štědré             | Borek                                         | Pšov             | 5,4   |
| Boží Dar                   | Boží Dar                                      | Boží Dar         | 8,57  |
| Božičany                   | Božičany                                      | Božičany         | 7,66  |
| Branišov                   | Branišov                                      | Toužim           | 3,87  |
| Bražec u Bochova           | Bochov                                        | Bochov           | 1,69  |
| Bražec u Hradiště          | Hradiště                                      | Hradiště         | 86,31 |
| Brložec u Štědré           | Brložec                                       | Štědrá           | 4,55  |
| Brť                        | Brť                                           | Otročín          | 4,87  |
| Březová                    | Březová                                       | Březová          | 2,08  |
| Budov                      | Budov                                         | Verušičky        | 1,57  |
| Bystřice u Hroznětína      | Bystřice                                      | Hroznětín        | 4,76  |
| Cihelny                    | Cihelny                                       | Karlovy Vary     | 1,73  |
| Čankov                     | Čankov                                        | Karlovy Vary     | 1,11  |
| Černava                    | Černava                                       | Černava          | 3,4   |
| Český Chloumek             | Český Chloumek                                | Útvina           | 10,03 |
| Číhaná u Javorné           | Číhaná                                        | Bochov           | 3,38  |
| Čichalov                   | Čichalov                                      | Čichalov         | 4,11  |
| Čichořice                  | Číhání, Čichořice, Luby, Poříčí               | Chyše            | 4,79  |
| Dalovice                   | Dalovice                                      | Dalovice         | 1,89  |
| Damice                     | Damice                                        | Krásný Les       | 3,04  |
| Děpoltovice                | Děpoltovice                                   | Děpoltovice      | 9,72  |
| Dlouhá Lomnice             | Dlouhá Lomnice                                | Bochov           | 11,67 |
| Dobrá Voda u Toužimi       | Dobrá Voda                                    | Toužim           | 7,76  |
| Dolní Žďár u Ostrova       | Dolní Žďár                                    | Ostrov           | 3,62  |
| Domašín u Zbraslavi        | Domašín                                       | Štědrá           | 4,61  |
| Doubí u Karlových Var      | Doubí                                         | Karlovy Vary     | 4,26  |
| Doupov u Hradiště          | Hradiště                                      | Hradiště         | 69,65 |
| Drahovice                  | Drahovice                                     | Karlovy Vary     | 2,76  |
| Dražov                     | Dražov                                        | Stanovice        | 13,72 |
| Dřevohryzy                 | Dřevohryzy                                    | Toužim           | 3,82  |
| Dvory                      | Dvory                                         | Karlovy Vary     | 2,52  |
| Fojtov                     | Fojtov                                        | Nejdek           | 3,18  |
| Háje u Karlových Var       | Háje                                          | Kolová           | 3,17  |
| Hájek u Ostrova            | Hájek                                         | Hájek            | 6,79  |
| Hanušov                    | Hanušov                                       | Ostrov           | 2,55  |
| Herstošice                 | Herstošice                                    | Bochov           | 2,8   |
| Hlinky                     | Hlinky                                        | Stanovice        | 5,1   |
| Hluboký                    | Hluboký                                       | Ostrov           | 2,97  |
| Horní Blatná               | Horní Blatná                                  | Horní Blatná     | 5,63  |
| Horní Tašovice             | Horní Tašovice, Nová Víska                    | Stružná          | 5,2   |
| Horní Žďár u Ostrova       | Horní Žďár                                    | Ostrov           | 4,26  |
| Hory u Jenišova            | Hory                                          | Hory             | 7,88  |
| Hroznětín                  | Hroznětín, Velký Rybník                       | Hroznětín        | 11,52 |
| Hřebečná                   | Hřebečná                                      | Abertamy         | 4,2   |
| Hřivínov                   | Hřivínov                                      | Verušičky        | 1,73  |
| Chlum u Novosedel          | Chlum                                         | Pšov             | 11,18 |
| Chodov u Bečova nad Teplou | Chodov                                        | Chodov           | 8,16  |
| Chylice u Útviny           | Chylice                                       | Útvina           | 4,88  |
| Chyše                      | Chyše                                         | Chyše            | 8,04  |
| Jablonná u Chyší           | Dvorec, Jablonná                              | Chyše            | 3     |
| Jáchymov                   | Jáchymov, Mariánská, Nové Město, Suchá, Vršek | Jáchymov         | 47,74 |
| Jakubov                    | Jakubov                                       | Vojkovice        | 3     |
| Javorná u Toužimi          | Javorná                                       | Bochov           | 6,51  |
| Jelení u Nových Hamrů      | Nové Hamry                                    | Nové Hamry       | 13,96 |
| Jenišov                    | Jenišov, Pod Rohem                            | Jenišov          | 5,18  |
| Jeřeň                      | Jeřeň                                         | Valeč            | 4,26  |
| Jesínky                    | Hlineč, Jesínky                               | Bochov           | 2,45  |
| Jimlíkov                   | Jimlíkov                                      | Nová Role        | 2,31  |
| Karlovy Vary               | Karlovy Vary                                  | Karlovy Vary     | 14,74 |
| Kfely u Ostrova            | Kfely                                         | Ostrov           | 4,55  |
| Knínice u Žlutic           | Knínice                                       | Žlutice          | 2,65  |
| Kobylé                     | Kobylé                                        | Pšov             | 2,53  |
| Kojšovice                  | Kojšovice                                     | Toužim           | 6,49  |
| Kolešov u Žlutic           | Kolešov                                       | Pšov             | 1,35  |
| Kolová                     | Kolová                                        | Kolová           | 3,86  |
| Komárov u Štědré           | Komárov                                       | Toužim           | 9,26  |
| Korunní                    | Kamenec, Korunní                              | Stráž nad Ohří   | 1,41  |
| Kosmová                    | Kosmová                                       | Toužim           | 6,43  |
| Kostrčany                  | Kostrčany                                     | Valeč            | 2,65  |
| Kovářov u Žlutic           | Kovářov                                       | Čichalov         | 1,79  |
| Kozlov                     | Kozlov                                        | Bochov           | 3,89  |
| Krásné Údolí               | Krásné Údolí                                  | Krásné Údolí     | 5,88  |
| Krásný Jez                 | Krásný Jez                                    | Bečov nad Teplou | 3,9   |
| Krásný Les                 | Horní Hrad, Krásný Les                        | Krásný Les       | 9,22  |
| Květnová                   | Květnová                                      | Ostrov           | 8,08  |
| Kyselka                    | Kyselka                                       | Kyselka          | 0,76  |
| Lachovice                  | Lachovice                                     | Toužim           | 4,01  |
| Lažany u Štědré            | Lažany                                        | Štědrá           | 5,96  |
| Léno                       | Krásný Les                                    | Krásný Les       | 1,26  |
| Lesík                      | Lesík                                         | Nejdek           | 3,09  |
| Lesov                      | Lesov                                         | Sadov            | 2,13  |
| Lípa                       | Lípa                                          | Merklín          | 3,91  |
| Luhov u Toužimi            | Luhov                                         | Toužim           | 2,44  |
| Luka u Verušiček           | Luka                                          | Verušičky        | 3,69  |
| Lužec u Nejdku             | Lužec                                         | Nejdek           | 4,54  |
| Malý Hrzín                 | Malý Hrzín                                    | Stráž nad Ohří   | 2,22  |
| Maroltov                   | Maroltov                                      | Ostrov           | 2,13  |
| Měchov                     | Měchov                                        | Otročín          | 7,78  |
| Merklín u Karlových Var    | Merklín                                       | Merklín          | 1,97  |
| Mezirolí                   | Mezirolí                                      | Nová Role        | 3,61  |
| Mirotice u Kozlova         | Mirotice                                      | Bochov           | 6,86  |
| Mírová                     | Mírová                                        | Mírová           | 3,9   |
| Mlyňany                    | Žlutice                                       | Žlutice          | 2,25  |
| Močidlec                   | Močidlec                                      | Pšov             | 10,12 |
| Mokrá u Chyší              | Mokrá                                         | Čichalov         | 4,39  |
| Mořičov                    | Liticov, Mořičov                              | Ostrov           | 8,17  |
| Mostec                     | Mostec                                        | Štědrá           | 2,83  |
| Nahořečice                 | Nahořečice                                    | Valeč            | 1,16  |
| Nejdek                     | Nejdek                                        | Nejdek           | 8,03  |
| Německý Chloumek           | Německý Chloumek                              | Bochov           | 4,36  |
| Nežichov                   | Nežichov                                      | Toužim           | 7,48  |
| Nivy                       | Nivy                                          | Děpoltovice      | 3,16  |
| Nová Kyselka               | Nová Kyselka                                  | Kyselka          | 1,91  |
| Nová Role                  | Nová Role                                     | Nová Role        | 7,61  |
| Nová Víska u Ostrova       | Nová Víska                                    | Hájek            | 1,97  |
| Nové Hamry                 | Nové Hamry                                    | Nové Hamry       | 11,15 |
| Nové Kounice               | Nové Kounice                                  | Bochov           | 3,7   |
| Novosedly u Žlutic         | Novosedly                                     | Pšov             | 9,18  |
| Odeř                       | Odeř                                          | Hroznětín        | 4,16  |
| Odolenovice                | Odolenovice                                   | Krásné Údolí     | 3,28  |
| Oldřichov u Nejdku         | Oldřichov                                     | Nejdek           | 7,47  |
| Oldřiš u Merklína          | Oldřiš                                        | Merklín          | 4,66  |
| Olšová Vrata               | Hůrky, Olšová Vrata                           | Karlovy Vary     | 12,23 |
| Ostrov nad Ohří            | Ostrov                                        | Ostrov           | 9,55  |
| Osvinov                    | Osvinov, Stráž nad Ohří                       | Stráž nad Ohří   | 7,65  |
| Otovice u Karlových Var    | Otovice                                       | Otovice          | 4,42  |
| Otročín                    | Otročín                                       | Otročín          | 13,45 |
| Pávice                     | Kozlov                                        | Bochov           | 2,74  |
| Pěčkovice                  | Kozlov                                        | Bochov           | 2,59  |
| Peklo                      | Peklo, Stráž nad Ohří                         | Stráž nad Ohří   | 3,89  |
| Pernink                    | Bludná, Pernink, Rybná                        | Pernink          | 15,71 |
| Pila                       | Pila                                          | Pila             | 7,11  |
| Plavno                     | Krásný Les                                    | Krásný Les       | 4,51  |
| Počerny                    | Počerny                                       | Karlovy Vary     | 3,52  |
| Podlesí u Sadova           | Podlesí                                       | Sadov            | 2,84  |
| Podštěly                   | Chýšky, Podštěly                              | Chyše            | 3,65  |
| Políkno u Toužimi          | Políkno                                       | Toužim           | 4,76  |
| Polom u Údrče              | Polom                                         | Bochov           | 3,87  |
| Popov u Jáchymova          | Jáchymov                                      | Jáchymov         | 3,37  |
| Poseč                      | Poseč                                         | Otročín          | 4,64  |
| Potůčky                    | Potůčky, Stráň                                | Potůčky          | 32,02 |
| Pozorka u Nejdku           | Pozorka                                       | Nejdek           | 1,85  |
| Prachomety                 | Prachomety                                    | Toužim           | 6,19  |
| Prohoř                     | Prohoř                                        | Štědrá           | 6,73  |
| Protivec u Žlutic          | Protivec                                      | Žlutice          | 8,14  |
| Přestání                   | Přestání                                      | Štědrá           | 3     |
| Přílezy                    | Přílezy                                       | Útvina           | 3,39  |
| Pstruží u Merklína         | Pstruží                                       | Merklín          | 12,88 |
| Pšov u Žlutic              | Pšov                                          | Pšov             | 6,51  |
| Pulovice                   | Pulovice                                      | Šemnice          | 2,82  |
| Radošov u Hradiště         | Hradiště                                      | Hradiště         | 55,4  |
| Radošov u Kyselky          | Radošov                                       | Kyselka          | 3,82  |
| Radotín u Chyší            | Radotín                                       | Chyše            | 6,44  |
| Radyně                     | Radyně                                        | Toužim           | 4,41  |
| Rájec u Černavy            | Rájec                                         | Černava          | 3,67  |
| Ratiboř u Žlutic           | Ratiboř                                       | Žlutice          | 5,01  |
| Rosnice u Staré Role       | Rosnice                                       | Karlovy Vary     | 1,84  |
| Rudné                      | Rudné                                         | Vysoká Pec       | 10,09 |
| Ruprechtov u Hroznětína    | Ruprechtov                                    | Hroznětín        | 3,35  |
| Rybáře                     | Rybáře                                        | Karlovy Vary     | 2,58  |
| Rybničná                   | Rybničná                                      | Bochov           | 2,26  |
| Ryžovna                    | Ryžovna, Zlatý Kopec                          | Boží Dar         | 29,4  |
| Sadov                      | Sadov                                         | Sadov            | 1,71  |
| Sedlec u Karlových Var     | Sedlec                                        | Karlovy Vary     | 2,13  |
| Sedlečko u Karlových Var   | Sedlečko                                      | Šemnice          | 6,48  |
| Sedlo u Toužimi            | Sedlo                                         | Útvina           | 6,26  |
| Semtěš u Žlutic            | Semtěš                                        | Pšov             | 2,44  |
| Skoky u Žlutic             | Skoky                                         | Žlutice          | 4,01  |
| Skřipová                   | Skřipová                                      | Vrbice           | 2,16  |
| Smilov nad Ohří            | Smilov                                        | Stráž nad Ohří   | 2,75  |
| Smilov u Štědré            | Smilov                                        | Toužim           | 3,33  |
| Smolné Pece                | Smolné Pece                                   | Smolné Pece      | 6,45  |
| Sovolusky u Bochova        | Sovolusky                                     | Bochov           | 4,98  |
| Srní u Boče                | Srní                                          | Stráž nad Ohří   | 4,73  |
| Stanovice                  | Nové Stanovice, Stanovice                     | Stanovice        | 12,79 |
| Stará Role                 | Stará Role                                    | Karlovy Vary     | 5,29  |
| Stráň                      | Stráň                                         | Sadov            | 5,07  |
| Stráž nad Ohří             | Stráž nad Ohří                                | Stráž nad Ohří   | 2,82  |
| Stružná                    | Stružná                                       | Stružná          | 2,45  |
| Suchá u Nejdku             | Suchá                                         | Nejdek           | 7,55  |
| Svinov u Toužimi           | Svinov                                        | Útvina           | 5,98  |
| Šemnice                    | Dubina, Šemnice                               | Šemnice          | 3,9   |
| Štědrá                     | Štědrá                                        | Štědrá           | 4,64  |
| Štoutov                    | Štoutov                                       | Čichalov         | 2,53  |
| Tašovice                   | Tašovice                                      | Karlovy Vary     | 1,46  |
| Teleč                      | Teleč                                         | Bochov           | 3,07  |
| Teplička                   | Teplička                                      | Teplička         | 4,56  |
| Těšetice u Bochova         | Těšetice                                      | Bochov           | 6,03  |
| Tisová u Nejdku            | Tisová                                        | Nejdek           | 5,27  |
| Tisová u Otročína          | Tisová                                        | Otročín          | 5,08  |
| Toužim                     | Toužim                                        | Toužim           | 16,07 |
| Třebouň                    | Třebouň                                       | Toužim           | 7     |
| Tuhnice                    | Karlovy Vary                                  | Karlovy Vary     | 1,35  |
| Tureč u Hradiště           | Hradiště                                      | Hradiště         | 45,52 |
| Týniště                    | Týniště                                       | Verušičky        | 3,69  |
| Údrč                       | Údrč                                          | Bochov           | 6,23  |
| Útvina                     | Útvina                                        | Útvina           | 7,27  |
| Vahaneč                    | Vahaneč                                       | Verušičky        | 2,98  |
| Valeč v Čechách            | Valeč                                         | Valeč            | 4,22  |
| Velichov                   | Velichov                                      | Velichov         | 2,35  |
| Velký Hlavákov             | Velký Hlavákov                                | Valeč            | 4,85  |
| Verušice                   | Verušice                                      | Žlutice          | 5,12  |
| Verušičky                  | Verušičky                                     | Verušičky        | 2,66  |
| Veselov                    | Veselov                                       | Žlutice          | 4,56  |
| Vladořice                  | Vladořice                                     | Žlutice          | 1,83  |
| Vodná u Bečova nad Teplou  | Vodná                                         | Bečov nad Teplou | 3,42  |
| Vojkovice nad Ohří         | Vojkovice                                     | Vojkovice        | 4     |
| Vrbice u Valče             | Bošov, Vrbice                                 | Vrbice           | 5,5   |
| Vrch                       | Krásný Les                                    | Krásný Les       | 4,68  |
| Všeborovice                | Všeborovice                                   | Dalovice         | 3,03  |
| Vykmanov u Ostrova         | Vykmanov                                      | Ostrov           | 1,92  |
| Vysoká Pec u Nejdku        | Vysoká Pec                                    | Vysoká Pec       | 3,27  |
| Vysoká Štola               | Vysoká Štola                                  | Nejdek           | 3,98  |
| Vysoká u Dalovic           | Vysoká                                        | Dalovice         | 1,35  |
| Záhoří u Verušiček         | Záhoří                                        | Verušičky        | 1,82  |
| Záhořice                   | Záhořice                                      | Žlutice          | 5,46  |
| Zbraslav u Štědré          | Zbraslav                                      | Štědrá           | 4,24  |
| Žalmanov                   | Peklo, Žalmanov                               | Stružná          | 4,95  |
| Žďár u Hradiště            | Hradiště                                      | Hradiště         | 74,7  |
| Žďárek u Chyší             | Žďárek                                        | Chyše            | 2,7   |
| Žlutice                    | Žlutice                                       | Žlutice          | 14    |

Celková výměra 1514,99 km2